# Fast Times at Buddy Cianci, Jr. High
Fast Times at Buddy Cianci Jr. High (titulado Aquel excitante instituto en España y Aventuras en la secundaria en Hispanoamérica) es el segundo episodio de la cuarta temporada de la serie Padre de familia emitido el 8 de mayo de 2005 a través de FOX.
El episodio está escrito por Ken Goin y dirigido por Pete Michels.
La trama se centra en Chris y Brian. Cuando la profesora de este primero se despide del trabajo, Brian decide sustituirla hasta que es remplazado por una atractiva profesora que encandila a Chris.

## Argumento
Chris acude al instituto con sus padres junto con otros parientes para ver las actividades que realizan sus propios hijos cuando de pronto, la Sra Clifton (profesora de lengua) gana la lotería y se marcha eufórica del trabajo ante la mirada estupefacta de los padres y alumnos.
Lois sugiere a Brian que se ofrezca a dar esas clases. Cuando empieza su jornada laboral, comienza a disfrutar de la compañía de sus pupilos al ver como van aprendiendo con sus métodos hasta que el director del centro decide mandarle a clase de recuperación para disgusto del can que pasa de un ambiente agradable a otro conflictivo al ver que sus nuevos alumnos no son los más deseables para cualquier profesor, puesto que se trata de jóvenes conflictivos de barrios marginales, al mismo tiempo es sustituido por Lana Lockhart, una despampanante profesora de la que Chris empieza a enamorarse. Desesperado porque sus métodos no funcionan como esperaban y que la sociedad les ha dado la espalda, Stewie le aconseja que se exprese en el lenguaje de estos. Al día siguiente, Brian decide hacer caso al lactante e interpreta una versión "macarra" de Romeo y Julieta, pero acaba resultando racista.
Harto del pasotismo de estos, Brian les piden que se esfuercen si no quieren tener un futuro de trabajos mediocres, estos al escucharle, se sienten inspirados y deciden aspirar a esos puestos por malos que sean después de que este sea la primera persona que les dice que pueden hacer algo en la vida.
Por otro lado, Chris pregunta a sus padres como conquistar a una chica (sin saber que se trata de su profesora), después de que Peter y Lois le comenten una anécdota en la que este primero se presentó desnudo con un casco y unas botas de astronauta en el vigesimosexto cumpleaños de su mujer.
Cuando Chris aparece así, se queda de piedra ante el comportamiento compulsivo de su alumno. Cuando Lois le pregunta a Chris como le ha ido el "ligue", este alicaído le confiesa estar enamorado de la Sra. Lockhart para sorpresa de toda su familia. Cuando sus padres deciden ir a hablar con ella, le piden que le rechace con delicadeza, sin embargo los planes de la profesora son otros.
Una noche, la profesora se presenta en la casa de su alumno y decide aprovecharse de la situación para que mate a su marido con la excusa de estar juntos, no obstante decide echarse atrás en el último momento dejando a Lockhart sin otra opción que encargarse ella misma con la ayuda de un oso. Al mismo tiempo, Lois encuentra una nota en los pantalones de Chris en los que lee un plan para asesinar al marido de Lockhart. Rauda decide ir a la casa de esta e impedir que su hijo cometa una locura, pero cuando llega ya es demasiado tarde.
Consciente del destino que le espera a su hijo si llama a la policía, decide deshacerse del cadáver con la ayuda de Stewie, que consigue engañar a un policía que pasaba por el lugar
De vuelta a casa, toda la familia permanece asustada al creer que Chris es un asesino hasta que en las noticias revelan que el crimen fue cometido por la profesora Lockhart y un oso de la zona, los cuales huyen a un motel en el que la mujer se prepara para salir a cenar a pesar de que el animal no está de humor para salir.